# Корець
Ко́рець — місто в Україні, центр Корецької громади Рівненського району Рівненської області. До 2020 року центр Корецького району розташоване на річці Корчик, за 63 км від обласного центру міста Рівного; населення — 7 428 осіб; перша згадка — 1150 рік (як Корчеськ; Київський літопис). Місто Корець є населеним пунктом, занесеним до Списку історичних міст України, затвердженого  постановою Кабінету Міністрів України від 26.07.2001 № 878.
За свої десять храмів, у тому числі й визначні пам'ятки сакрального зодчества, Корець подеколи називають «християнською Меккою».

## З історії міста[3]
На території сучасного Корця знайдені археологічні залишки доби палеоліту пізнього, а поблизу міста — городища доби Київської Русі.
Перша літописна згадка про тутешнє поселення під назвою Корчеськ зроблена під 1150 роком.

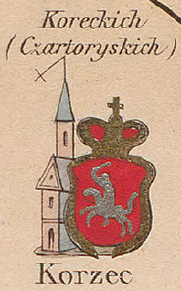
Корець на мапі Зигмунда Герстмана

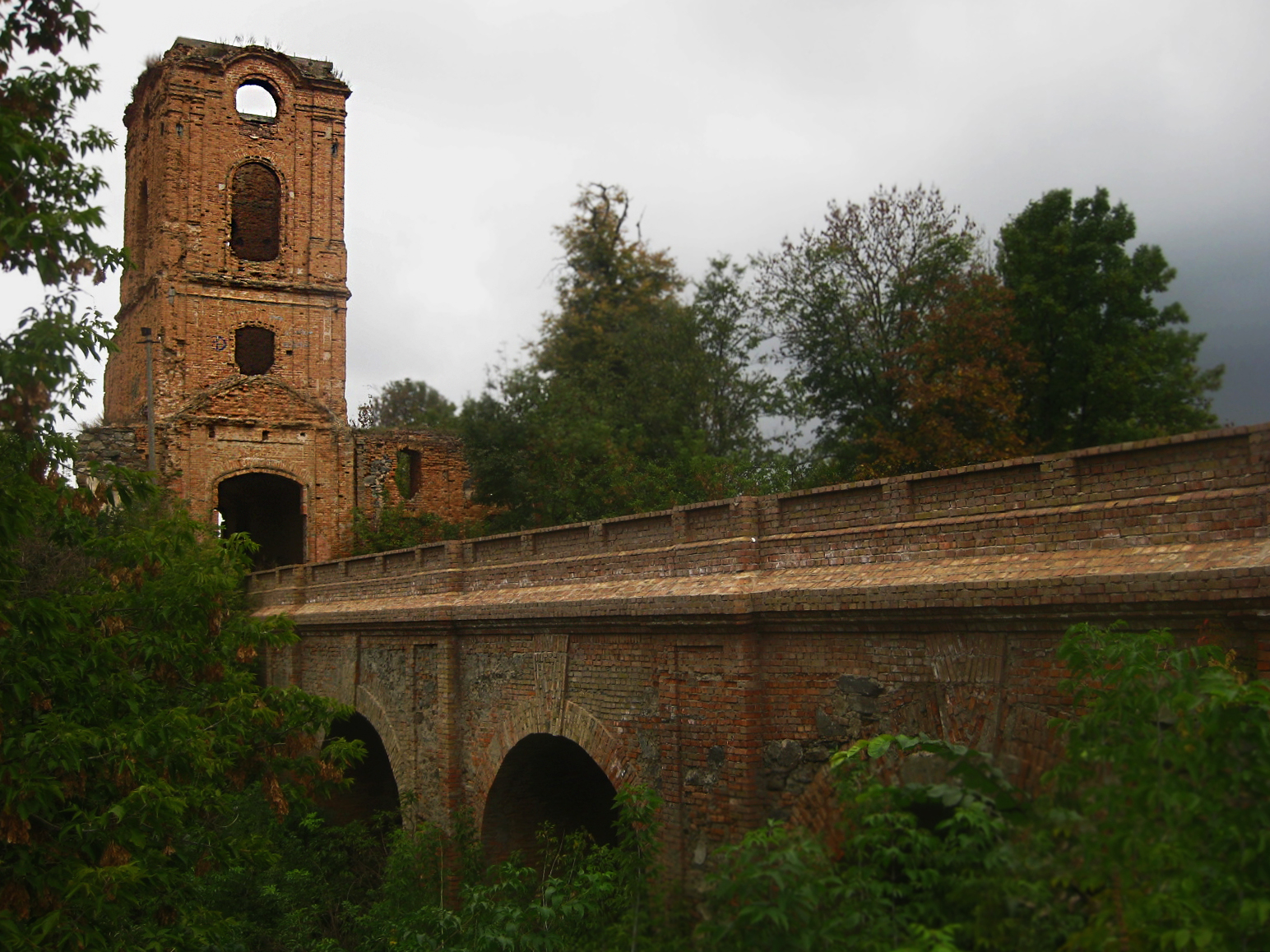
Рештки Корецького замку

1380 територія сучасного Корця була передана великим князем литовським Ягайлом князеві Федору Острозькому. У 1386 році тут було збудовано замок і відведено в нове русло річки Корчик.
Від початку XV століття поселення переходить у володіння роду князів Корецьких. Після Люблінської унії (1569) — у складі Луцького повіту Волинського воєводства перебувало під владою Корони Польської. У XVI — середині XVII століттях Корець перетворюється на одне з найбільших міст Волині. У 1612—19 у ньому проживав Лаврентій Зизаній. Рід князів Корецьких перервався 1651 року. Їх володіння перейшли в спадок князям Чорторийським, які відтоді звалися Чорторийські-Корецькі. Протягом 2-ї половини XVII століття Корець декілька разів зазнавав великих ушкоджень, поступово прийшовши до занепаду.
Від 2-ї половини XVIII століття почалося пожвавлення розвитку Корця, зокрема, тут виникли мануфактури шкіряної, полотняної та суконної промисловості. 1788 року став до ладу порцеляно-фаянсовий завод.
Після вичерпання місцевих покладів каолінової глини 1831 року завод з виробництва порцеляно-фаянсу в Корці припинив своє існування.
Після 2-го поділу Польщі (1793) Корець перейшов під владу Російської імперії й отримав статус волосного центру Новоград-Волинського повіту Волинської губернії.
Після селянської реформи 1861 року Корець став значним торговельним і промисловим центром краю. 1887 року тут працювали пивоварний завод, 2 шкіряні заводи, суконна фабрика, 5 водяних та парових млинів, 12 разів на рік проходили великі ярмарки. У 1898 році споруджено цукровий завод.
Протягом української національно-визвольної революції 1917—1921 років Корець перебував у складі Української Народної Республіки та Української Держави.
Від 1920 Корець перебував у складі Польщі і мав статус адміністративного центру гміни Корець Рівненського повіту Волинського воєводства.
13 жовтня 1933 р. розпорядженням міністра внутрішніх справ місто збільшене за рахунок вилучення з Рівненського повіту села Заровє, частини передмістя Новий Корець і частини передмістя Юзефін та включення їх до міської гміни Корець.
Від 1939 року Корець — у складі УРСР. У роки Німецько-радянської війни (1941—45) від липня 1941 року до січня 1944 року був окупований гітлерівськими військами. 21 травня 1942  року в містечковому гетто нацистськими військовими знищено 3220 євреїв.
Корець був райцентром у 1940—62 роки. У 1966 році статус адміністративного центру району був відновлений.
З 1991 року Корець входить до складу незалежної України.
На честь міста один з провулків Житомира носить назву Корецький.

## Населення

### Національний склад
Розподіл населення за національністю за даними перепису 2001 року:
| Національність  | Відсоток |
| --------------- | -------- |
| українці        | 97,09%   |
| росіяни         | 1,81%    |
| поляки          | 0,66%    |
| білоруси        | 0,15%    |
| інші/не вказали | 0,29%    |

### Мова
Розподіл населення за рідною мовою за даними перепису 2001 року:
| Мова            | Кількість | Відсоток |
| --------------- | --------- | -------- |
| українська      | 8317      | 98.47%   |
| російська       | 111       | 1.31%    |
| румунська       | 6         | 0.07%    |
| вірменська      | 4         | 0.05%    |
| білоруська      | 3         | 0.04%    |
| польська        | 3         | 0.04%    |
| інші/не вказали | 2         | 0.02%    |
| Усього          | 8446      | 100%     |

### Єврейська громада
Історично в Корці була велика єврейська громада [Архівовано 12 жовтня 2017 у Wayback Machine.]. У місті була заснована перша в Україні друкарня на івриті. Вона була заснована в 1776 році і працювала в період від 1776 по 1781 рік. Загалом було надруковано близько 20 книг.
До Голокосту тут жило понад 6 000 євреїв. У травні 1942 року в місті було створено гетто. Тисячі євреїв були вбиті через кілька днів після створення гетто, в один день. Гетто було ліквідовано у вересні 1942 року.

## Транспорт
Околицею міста проходить автошлях E40М06.

## Культура і спорт

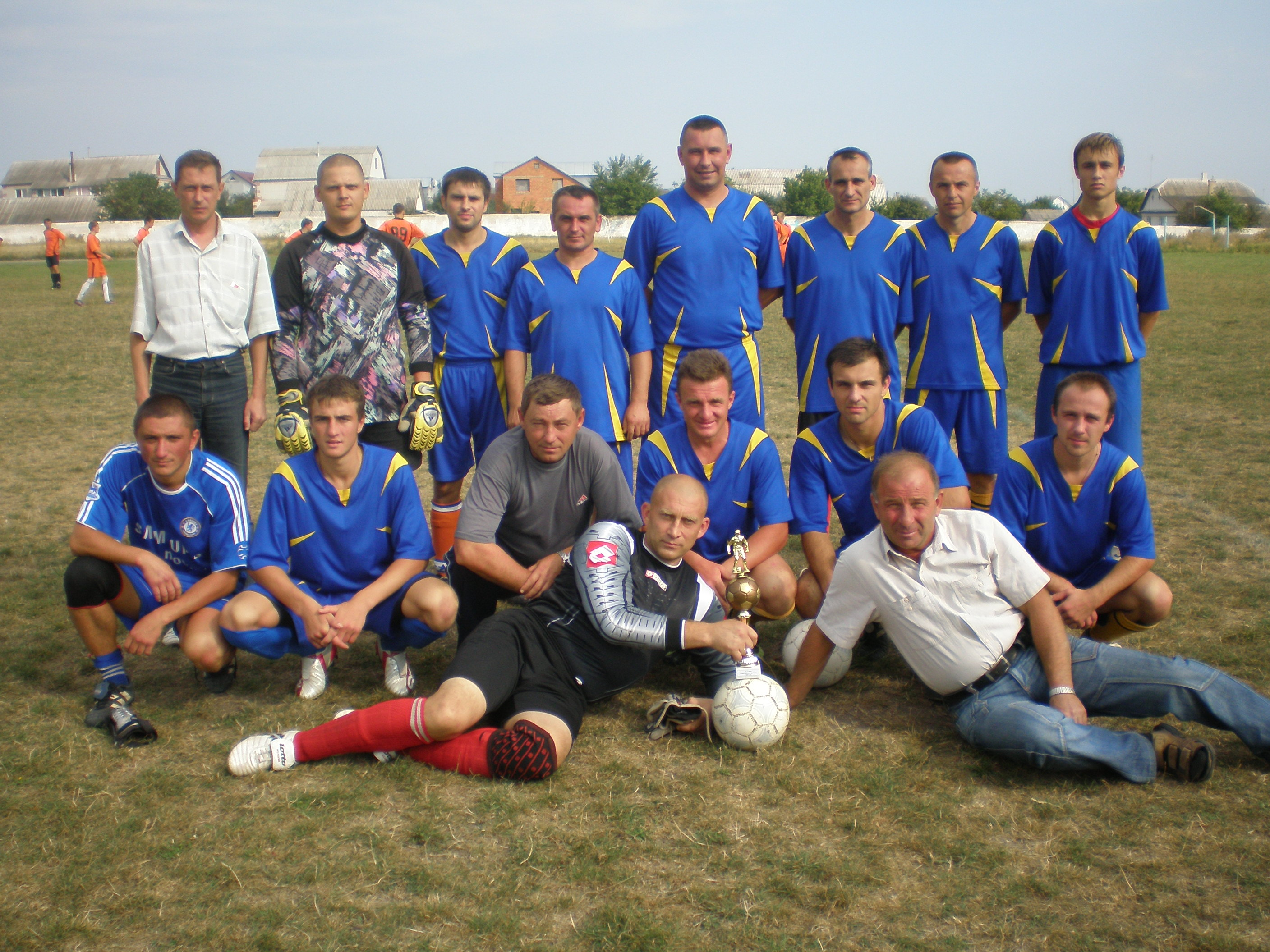
ФК «Радон» (Корець) у 2009

Головний культурний заклад у Корці, де відбуваються основні культурі заходи, — районний будинок культури
Від 2000 року в місті працює районний історичний музей.
Для всіх охочих в Корці відкриті бібліотеки, у тому числі й районна.
Футбольний клуб «Радон» з міста Корця бере участь в чемпіонаті області.
Спортивний клуб «Атлант» бере участь в чемпіонатах області, чемпіонатах району та чемпіонатах України з kyokushinkai karate.
У Корці виходить районна газета «Вісник Кореччини».

## Пам'ятки історії та архітектури
Корець відомий Свято-Троїцьким жіночим монастирем (17 ст.), замком князів Корецьких-Острозьких (15-18 ст.ст.) та палацом князів Корецьких.

### Замок князів Корецьких-Острозьких
Князь Острозький у 15 ст. спорудив дерев'яний замок, а волинський воєвода Богуш Корецький у першій половині 16 ст. укріпив його мурами. Регулярний, бастіонної системи замок із боку материка був оточений глибоким ровом, через який вів до фортеці підйомний міст. У 17—18 ст. замок суттєво перебудовували. Останню, найбільшу перебудову здійснили у 1780-ті рр. князі Чарторийські, у результаті чого замок був пристосований під княжий палац із модним на той час бароковим декором. Саме з того часу дійшли до нас залишки зовнішніх цегляних стін і чудовий арочний кам'яний міст. Частково збереглися й підземелля — обов'язкова багатофункціональна частина середньовічного замку. У 1832 році корецький замок спіткала пожежа, і відтоді його більше не відбудовували.

### Свято-Троїцький жіночий монастир
Монастир був заснований 1620 року як францисканський кляштор. Тоді спорудили барокові костел та корпус келій.
Після політичних збурень 1830 року костел скасовують і переосвячують як Троїцьку церкву, а отже, з'являється потреба надати йому православних рис. Тому у другій половині XIX століття західний фасад колишнього костелу надбудовується дерев'яною баштою з високим шатром, а в східній частині над середнім нефом зводиться четверик з п'ятьма главами, непропорційно маленькими, порівняно з суцільним об'ємом храму.

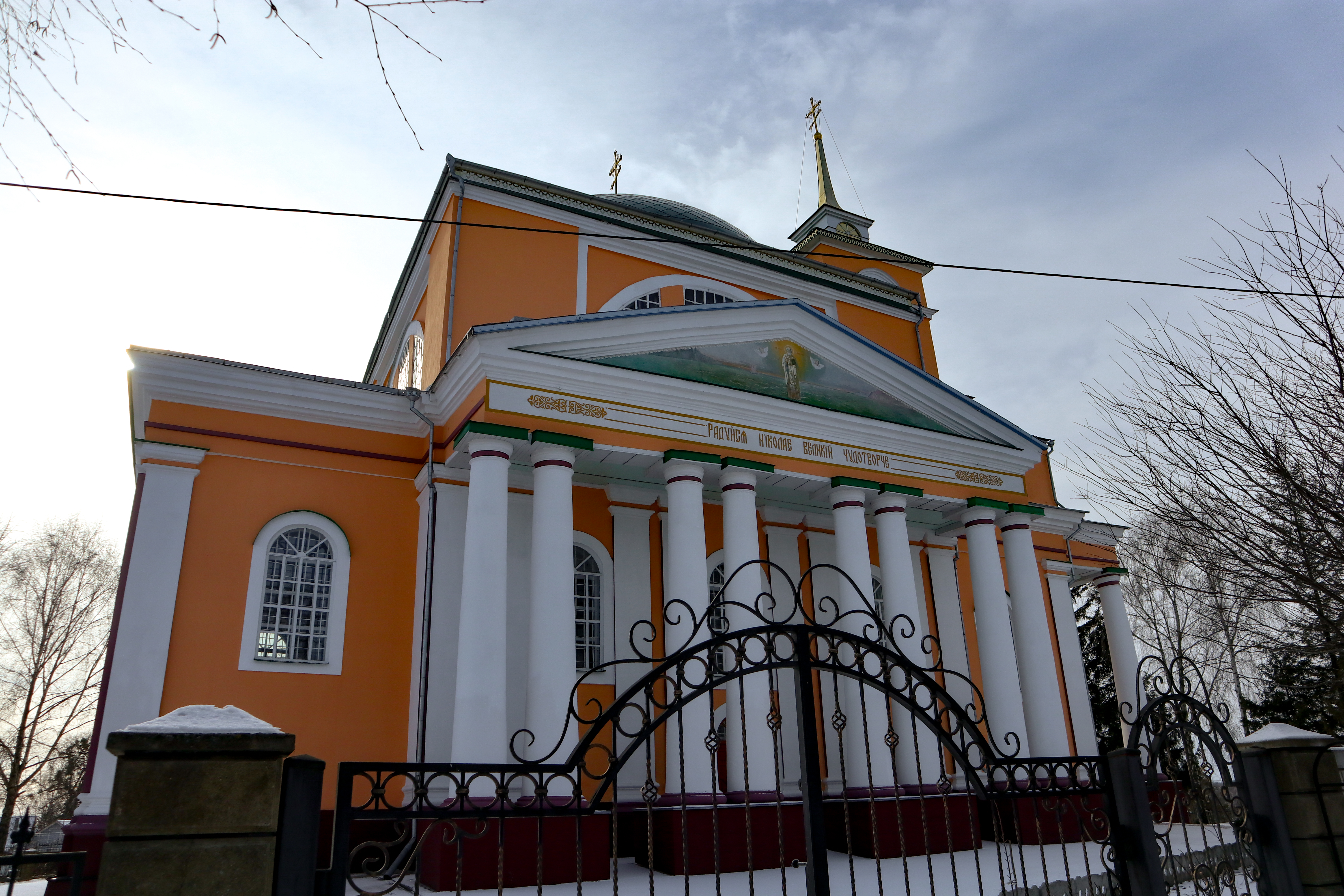
Миколаївська церква

У 1863 весь кляштор передається Свято-Троїцькому монастирю.
На початку XX століття з'являються тепла Іоанно-Предтечинська церква і надбрамна дзвіниця, збудовані в російському «теремному» стилі.

### Інші пам'ятки
Ще одним шедевром Корця є костел святого Антонія — пам'ятка архітектури 1533 року на території якого розташована також братська могила польських воїнів.
До історико-архітектурних пам'яток міста також належать:
- Келії Воскресенського монастиря
- Малий палац Йозефа Чарторийського
- Церква святого Миколая
- Церква святого Юрія
- Будинок Горчицьких
- Корецька поштова станція

Серед цікавих споруд міста належить відокремити «бджолиний храм» на пасіці Свято-Троїцького жіночого монастиря. За словами монахинь, «бджоли — чисті та працьовиті істоти, гідні мати свій храм».
- Корецькі граніти (заказник)

## Відомі люди

### Уродженці
- Гладкевич Надія Федорівна, український підприємець.
- Олександр (Драбинко), архієрей ПЦУ.
- Гаврилюк Анатолій Петрович (1989—2014) — прапорщик Збройних сил України, учасник російсько-української війни.
- Євдокимов Ярослав Олександрович, співак (баритон), заслужений артист Російської Федерації, народний артист Білорусі.[9].
- Леванон Яків, єврейський музикант та композитор.
- Ляшук Тарас Іванович (1986—2014) — молодший сержант Збройних сил України, учасник російсько-української війни.
- Мосійчук Сергій Олександрович (1997—2017) — солдат Збройних сил України, учасник російсько-української війни.
- Ярденко Катерина Іванівна (* 1946) — радянський і російський театральний діяч.

### Поховані
- Зизаній Лаврентій, мовознавець, священик, педагог.
- Оленіна (Андро) Анна, кохана російського поета Олександра Пушкіна, адресат його віршів.
- Терехова Раїса. Докладніше Могила Раїси Терехової.

## Міста-побратими
- Бихава
- Бодзехув
- Валч

## Галерея

Корецька райдержадміністрація.
Районний будинок культури
У різних частинах колишнього палацу Горчицьких розташовані районний історичний музей і центральна районна бібліотека
Пам'ятник Шевченку у місті